# Saint-Anicet
Pour les articles homonymes, voir Anicet.
Saint-Anicet, auparavant Saint-Anicet-de-Godmanchester., est une municipalité du Québec située dans la municipalité régionale de comté (MRC) du Haut-Saint-Laurent au sud-ouest du pays du Suroît dans la région administrative de la Montérégie.

## Histoire

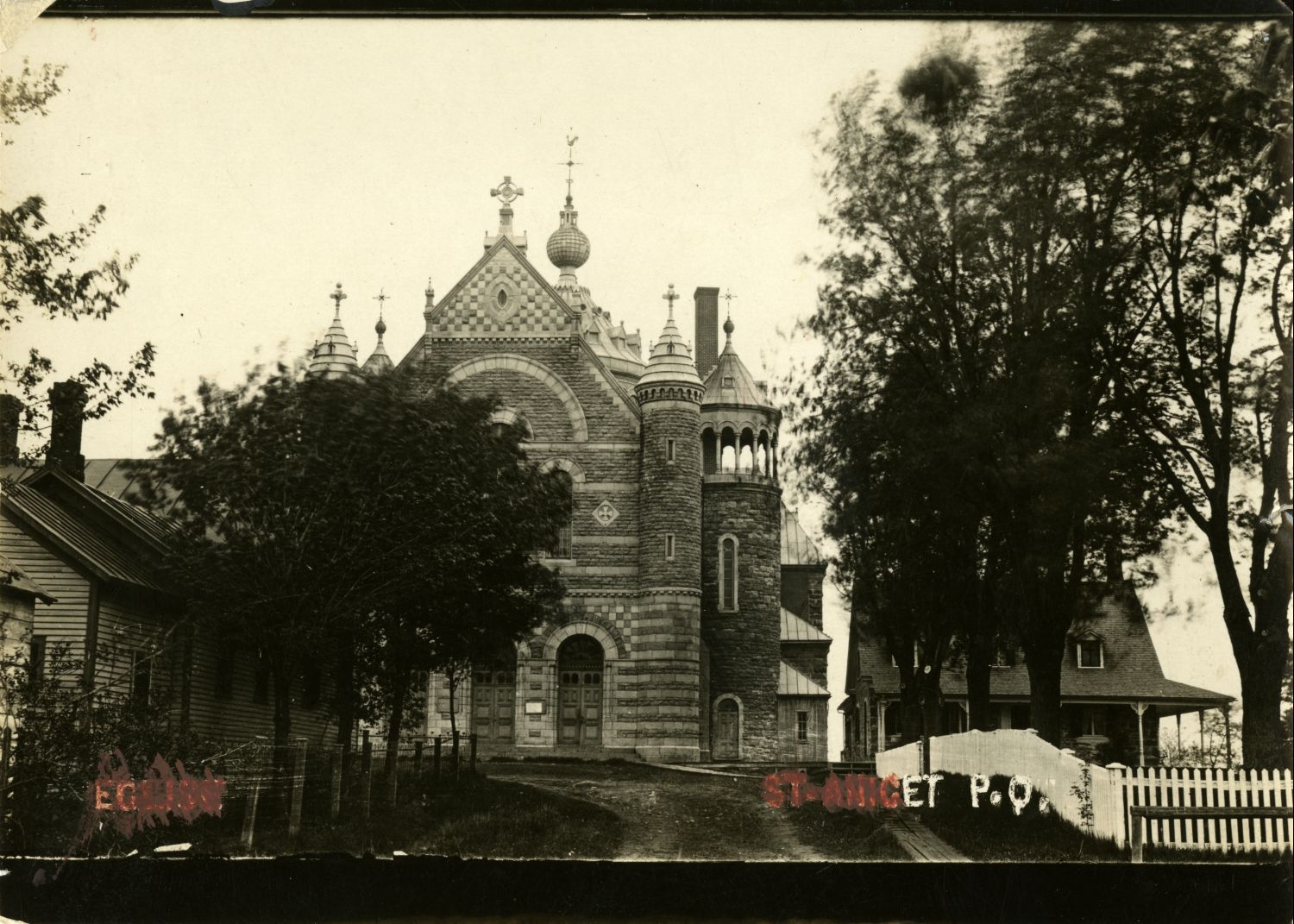
L'église de Saint-Anicet en 1900

Vers 1450, environ 500 Iroquoiens du Saint-Laurent établissent un village près de la rivière La Guerre. Le territoire actuel de Saint-Anicet demeure dans le domaine royal et inhabité durant toute la période de la Nouvelle-France, y compris après la création en 1729 de la seigneurie de Beauharnois, située à proximité. En 1788, cette partie du canton de Godmanchester est arpentée. Un groupe d’Acadiens s'y établit vers 1795. La mission catholique de Saint-Anicet-de-Godmanchester est fondée en 1810. Le toponyme honore le pape Anicet. La qualité de la forêt permet le développement de l'exploitation forestière. Des Irlandais et des Canadiens français s'y établissent et fondent les localités de Cazaville et de La Guerre. La paroisse de Saint-Anicet est érigée canoniquement en 1827. Une première municipalité de paroisse est établie en 1845 puis abolie en 1847. Le bureau de poste de Saint-Anicet est implanté en 1851. La municipalité de paroisse de Saint-Anicet est rétablie en 1855. À partir des années 1850, l’agriculture se développe et devient la base de l'économie, remplaçant la foresterie.  
Dans les années 1910, vit à Saint-Anicet la famille Léger, qui compte parmi ses enfants Paul-Émile, futur archevêque de Montréal et cardinal, et son frère Jules, né à Saint-Anicet en 1913, futur gouverneur général du Canada. Le 10 décembre 2011, la municipalité de la paroisse de Saint-Anicet change son statut pour celui de municipalité.

## Géographie
La municipalité de Saint-Anicet se situe sur la rive droite du lac Saint-François, qui constitue un élargissement du fleuve Saint-Laurent. Cette municipalité se trouve au sud-ouest du pays du Suroît, au sud-ouest de Salaberry-de-Valleyfield, et à une centaine de kilomètres de Montréal. Sise dans la partie occidentale de la  municipalité régionale de comté (MRC) du Haut-Saint-Laurent, son territoire prend la forme d'un rectangle parallèle au fleuve Saint-Laurent. Il  est borné au nord-ouest par le lac Saint-François, au nord-est par Sainte-Barbe, au sud-est par Godmanchester et au sud-ouest par Dundee. Sur la rive opposée du lac Saint-François se trouve au nord Rivière-Beaudette dans la MRC voisine de Vaudreuil-Soulanges, et au nord-ouest South Glengarry dans les comtés unis de Stormont, Dundas et Glengarry dans la province voisine de l'Ontario.
La superficie totale est de 179,52 km2, dont 135,16 km2 terrestres, une grande partie de la superficie d'eau correspondant au lac Saint-François. Le relief est généralement plat, étant dans les basses-terres du Saint-Laurent. Le village de Saint-Aniet se trouve à une altitude de 50 mètres. L'altitude monte de 49 mètres sur la rive du lac vers des buttes à la limite sud-est à plus de 80 mètres. La rive est découpée, comptant plusieurs baies (Saint-Anicet, Perron) et pointes (Saucier, Dupuis). Plusieurs îles de petites dimensions, dont les îles Dansereau, Cherry, des Sœurs, à Aubin, au Mouton et au Cèdre, émergent près de la rive. La rivière La Guerre de même que les ruisseaux Pinsonneault et Comeau arrosent le territoire avant de se jeter dans le lac Saint-François. 

## Démographie
| 1991  | 1996  | 2001  | 2006  | 2011  | 2016  | 2021  |
| ----- | ----- | ----- | ----- | ----- | ----- | ----- |
| 2 215 | 2 549 | 2 630 | 2 717 | 2 523 | 2 626 | 2 754 |

En 2019, on dénombrait 2 669 habitants, appelés Anicetois, soit 5,7 % de plus qu'en 2011.

## Administration
Le conseil municipal comprend le maire et six conseillers. Les élections municipales ont lieu tous les quatre ans en bloc suivant des districts électoraux. Le maire sortant Alain Castagner est réélu sans opposition lors de l'élection de 2013. 
| Saint-Anicet Maires depuis 2002                                                                                      |                 |              |          |
| Élection | Maire           | Qualité      | Résultat |
| 2002 | Alain Castagner |              | Voir     |
| 2005 | Alain Castagner | Voir         |          |
| 2009 | Alain Castagner | Voir         |          |
| 2013 | Alain Castagner | Voir         |          |
| 2017 | Gino Moretti    | Ex-militaire | Voir     |
| 2021 | Gino Moretti    | Ex-militaire | Voir     |
| Élection partielle en italique Depuis 2005, les élections sont simultanées dans toutes les municipalités québécoises |                 |              |          |

|            | 2009-2013                   | 2013-2017         | 2017-2021         |
| Maire      | Alain Castagner (2009-2013) | Alain Castagner   | Gino Moretti      |
| District 1 | Ginette Caza                | Marius Trépanier  | Ginette Caza      |
| District 2 | Victoria Keays Irving       | Jean Roblain      | Heather L'Heureux |
| District 3 | Heather L'Heureux           | Heather L'Heureux | Roger Carignan    |
| District 4 | André Picard                | André Picard      | Sylvie Tourangeau |
| District 5 | Denise St-Germain           | Johanne Leduc     | François Boileau  |
| District 6 | Marcel Legault              | Alain Fournier    | Johanne Leduc     |

## Urbanisme

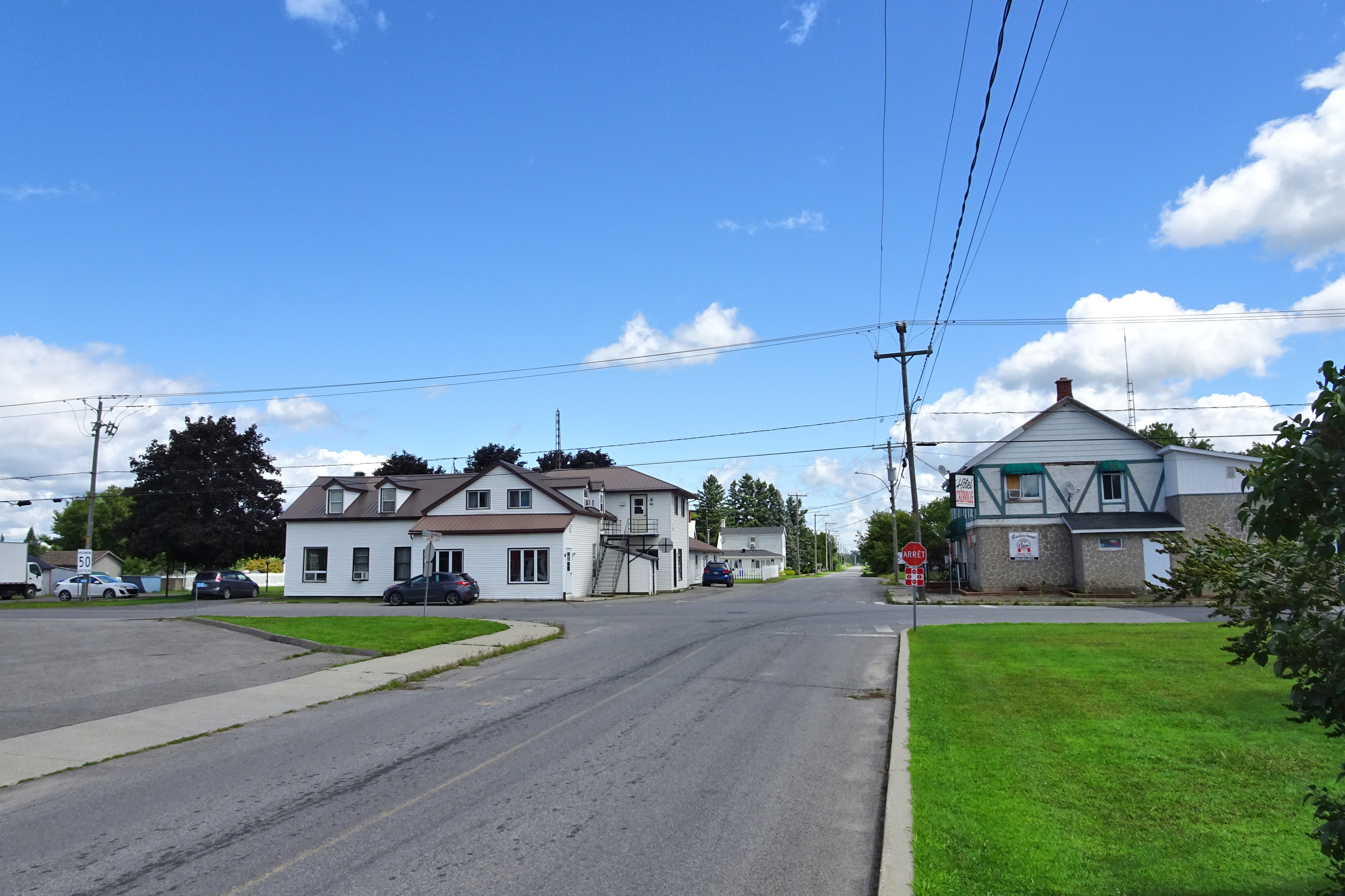
Cazaville

Le village de Saint-Anicet se trouve sur la rive du lac Saint-François. Le hameau de Cazaville est situé au sud du territoire. D'autres hameaux parsèment le territoire, soit dans les zones de villégiature en bordure du lac, comme Pointe-Castagner, Plage-Somerville et Pointe-Leblanc, soit dans les aires agricoles à l'intérieur tels La Guerre, Maybank, Lee's Corner, Maplemore, O'Neil et Delmont. La route 132, qui est parallèle à la rive, relie Saint-Anicet et Cazaville à Dundee `au sud-ouest et à Salaberry-de-Valleyfield au nord-est. Les routes rurales locales forment une grille généralement orthogonale. Les chemins parallèles au lac sont les chemins Saint-Charles, de la Concession-Quesnel, de la Rivière-La Guerre, Neuf, des Prairies, Curran et Walsh. Les axes perpendiculaires y fleuve sont le chemin Stuart ainsi que les montées de Cazaville, Cooper et Quesnel.

## Économie
L’agriculture et le tourisme constituent les principales activités économiques locales.

## Culture

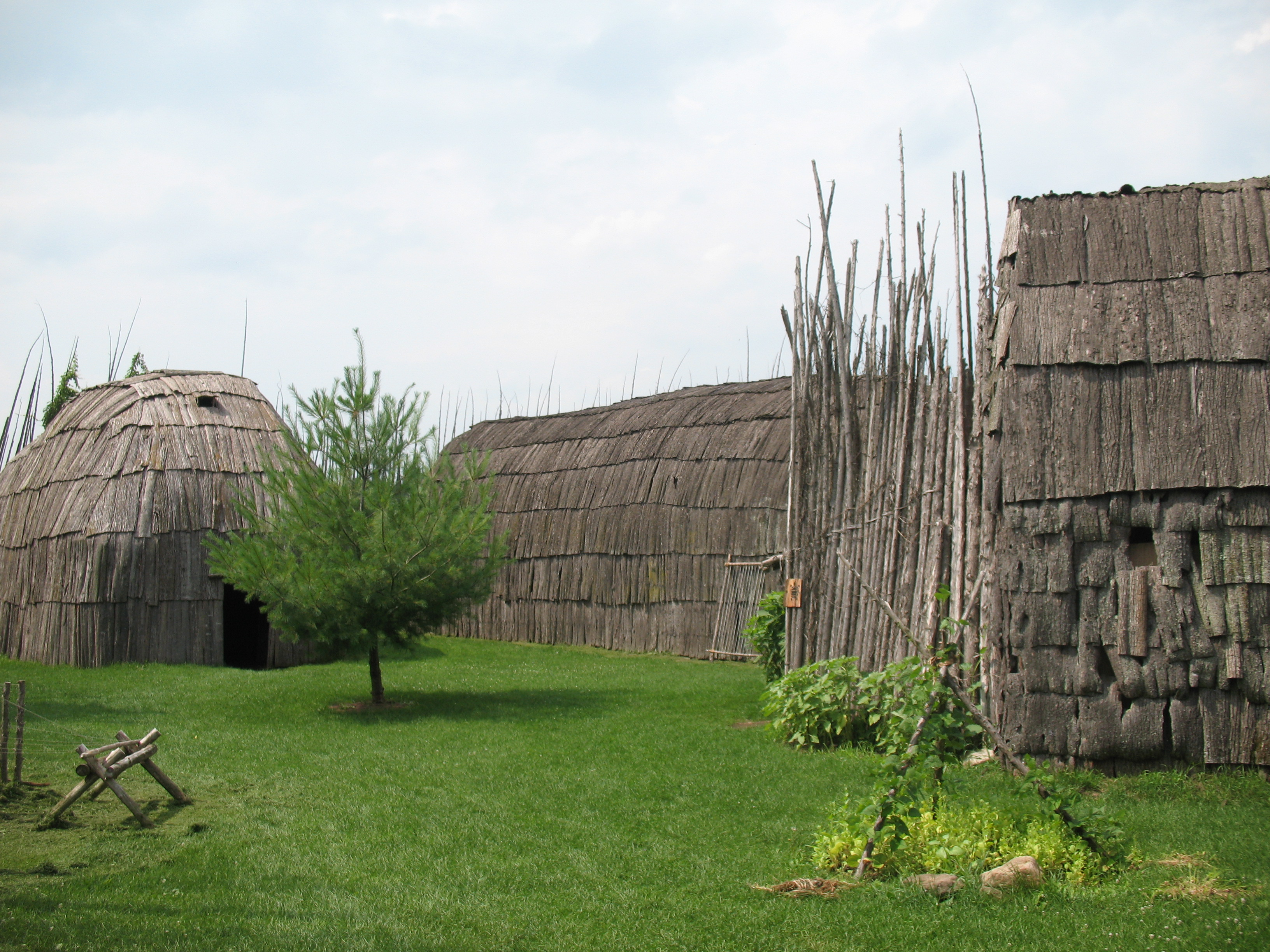
Maisons longues reconstituées près du site archéologique Droulers-Tsiionhiakwatha

Elle a entre autres reçu la visite de l'émission La soirée Canadienne dans les années 1980 en reprise à Prise 2 en ce moment. C'est à Saint-Anicet qu'est reçu Tit-Coq (Gratien Gélinas) dans le film homonyme (1953).La famille Désillet dans la pièce et le film Tit-Coq habite Saint-Anicet. Les scènes du temps des fêtes s'y déroulent.

### Site archéologique Droulers-Tsiionhiakwatha
Dans une colline au centre-sud de Saint-Anicet, le site archéologique Droulers-Tsiionhiakwatha est le plus important et le mieux conservé des sites connus associés aux Iroquoiens du Saint-Laurent au Canada. Ce centre d'interprétation, ouvert le 15 mai 2010, présente l'histoire d'un village iroquoien présent vers 1450. Le site recèle environ 7 millions d'artefacts. 

## Société
L'enseignement primaire est offert à l'école des Jeunes-Riverains située dans le village de Saint-Anicet.

### Personnalités
- Paul-Émile Léger (1904-1991), cardinal
- Jules Léger (1913-1980), gouverneur général
- Nicolas Deslauriers (1991-), joueur de hockey sur glace des Canadiens de Montréal[16]
- Stephan Sobkowiak, fruiticulteur et créateur d'une méthode de gestion  des vergers en permaculture